# شهرداری لوکوویچا
شهرداری لوکوویچا (به لاتین: Municipality of Lukovica) یک منطقهٔ مسکونی در اسلوونی است که در اسلوونی واقع شده‌است. شهرداری لوکوویچا ۷۴٫۹ کیلومتر مربع مساحت و ۴٬۹۷۲ نفر جمعیت دارد.